# سد نهون
سد نهون (به لاتین: Nahoon Dam) یک سد در آفریقای جنوبی است که در کیپ شرقی واقع شده‌است.